# Лорбер, Якоб
Якоб Лорбер (также Яков; нем. Jakob Lorber; 22 июля 1800, с. Каниша, Штирия, — 24 августа 1864, Грац) — австрийский музыкант, христианский мистик и духовидец, провозглашавший идеи универсализма.

## Биография

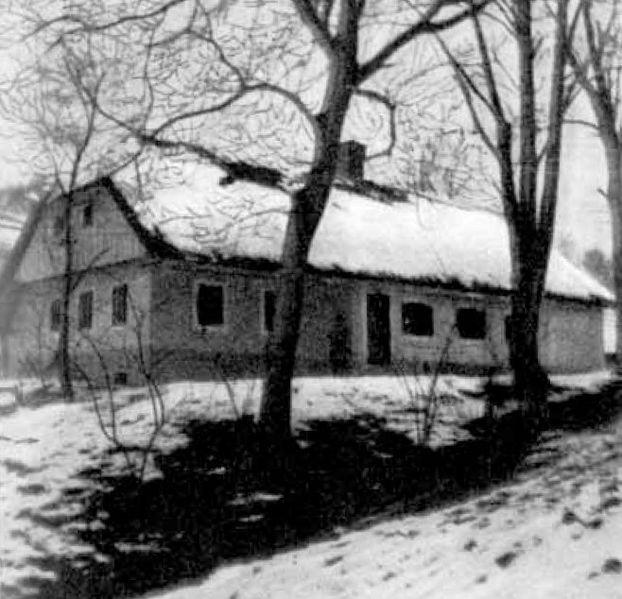
Родительский дом Лорбера

Якоб Лорбер родился 22 июля 1800 года в селе Каниша вблизи Марибора в Штирии, относящемся нынче к общине Šentilj (St. Egidi) в Словении. Он был первенцем в крестьянской католической семье Михаэля Лорбера и его супруги Марии (рожд. Таучер), имевших в Канише свой хутор и занимавшихся возделыванием винограда.
Когда Лорберу исполнилось 9 лет, он поступает в приходское училище в Яринге, где учитель местной школы начинает преподавать ему игру на рояле, скрипке и органе.
В 1817 году Лорбер попадает в Марибор, где он посещает курсы для классных наставников и где, по настоянию одного капеллана, обратившего внимание на его способности, он поступает в гимназию в Мариборе, в которой проходит 5 классов.
Позднее, в 1824 году, Лорбер переезжает в Грац. Однако из-за невозможности достаточно зарабатывать и одновременно с тем продолжать учёбу Лорбер оставляет последнюю и поступает на 5 лет домашним учителем.
В том же 1824 году[уточнить] Лорбер ещё раз пробует получить звание «классного наставника». Для этого он проходит курсы для учителей и сдаёт экзамен. Получив хорошее свидетельство, он подаёт прошение о назначении его преподавателем в любую школу, но когда оно остаётся без ответа, навсегда оставляет мысль об учительской карьере. После этого Якоб посвящает себя преподаванию музыки в частном порядке, неплохо при этом зарабатывая. Параллельно с преподаванием музыки немало внимания он уделяет сочинению песен и концертных пьес, а также выступлениям.
В этот период Лорбер знакомится с композиторами Ансельмом Хюттенбреннером и Францем Шубертом, с которым вместе концертирует, а также с известным скрипачом-виртуозом и композитором Никколо Паганини, не только давшим ему несколько уроков, но и ставшим для него своеобразным примером. Благодаря своей особой любви к скрипке и удачному подражанию Паганини Лорбер снискал расположение публики.
Несмотря на приверженность музыке, Лорбера начинает постепенно тянуть к иному. В нём всё сильнее пробуждается желание проникнуть в тайны мироздания и соприкоснуться с духовным, отчего, согласно данным его биографа Карла Готтфрида фон Лейтнера, он наряду с Библией начинает читать преимущественно такие книги, в которых говорилось о потустороннем мире: труды Якоба Беме, Иоанна Теннхарда, Эммануила Сведенборга, Иоганна Генриха Юнга-Штиллинга, Юстинуса Кернера.

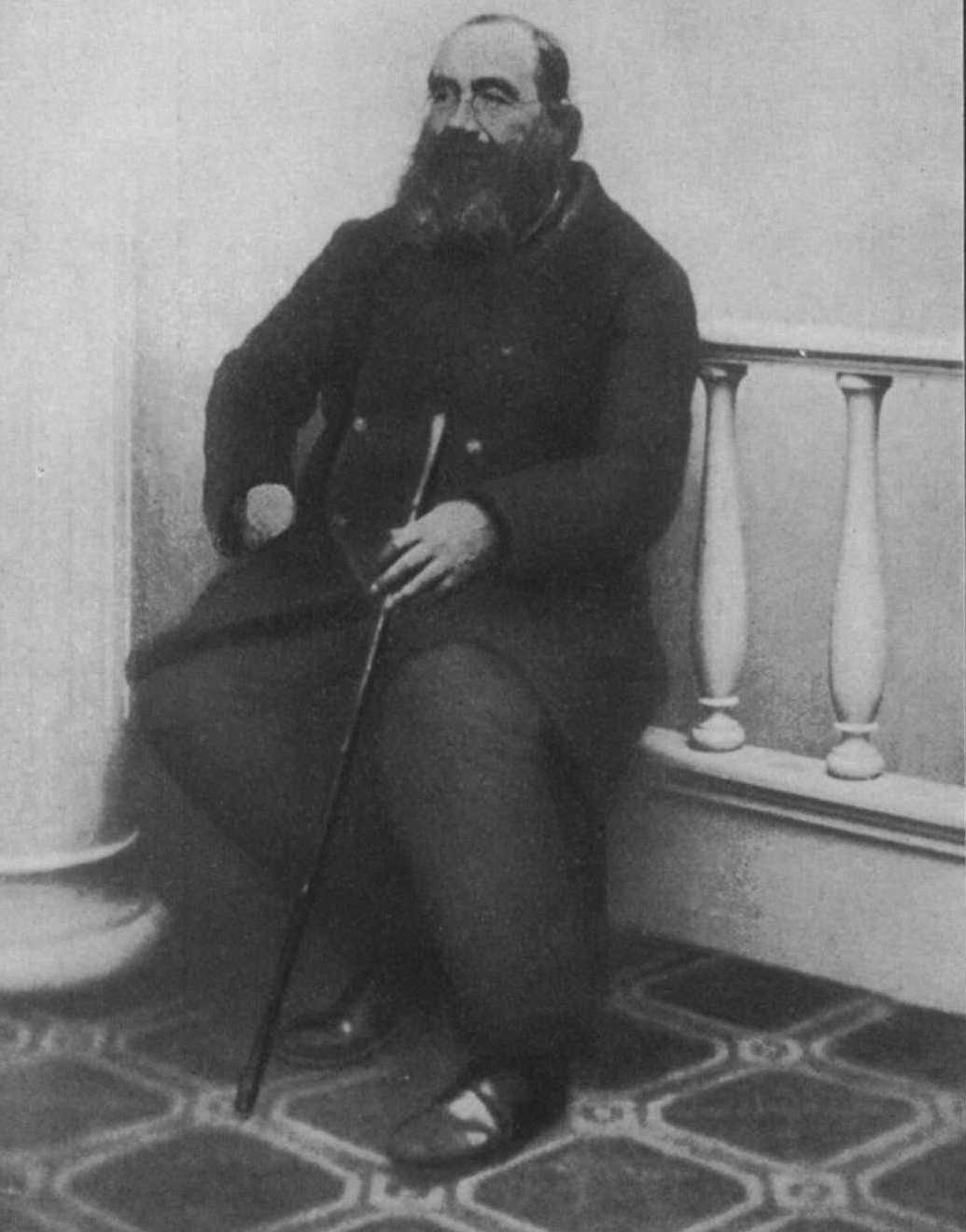

По достижении Лорбером сорокалетнего возраста ему неожиданно предложили место второго капельмейстера в Триесте. Якоб соглашается, однако переехать в Триест ему было не суждено. 14 марта 1840 года, после утренней молитвы, Лорбер, как он рассказывал о том впоследствии, услышал голос в области сердца, который повелел ему: «Встань! Возьми грифель свой и пиши!». Лорбер последовал этому таинственному призыву, взяв перо и «начав служить Гласу», который он называл впоследствии «Живым Словом». Он отказался от места в Триесте и в продолжение 24 лет, вплоть до своей кончины, оставался, как он говорил об этом сам, «тайным писцом Господа».
Очень часто друзья Лорбера, посвящённые в его призвание, присутствовали при его работе и наблюдали за ним. По их свидетельству, Лорбер сидел за своим столом и совершенно спокойно, часами напролёт покрывал ровным почерком одну страницу за другой, не останавливаясь и никогда не исправляя написанного.
16 мая 1858 года одному из своих друзей он сообщил, в частности, следующее: «Относительно внутреннего Слова и каким образом оно слышится, я могу сказать немного, или даже очень мало! Разве только то, что касается лично меня и как его слышу я! Святое Слово Господне я слышу в области сердца как ясно выраженную мысль. Причём так ясно и чисто, будто это отчеканенные слова. Никто, даже стоящие рядом со мною, никакого голоса не слышат, но для меня этот глас милости звучит яснее любого материального звука!»
С такой же лёгкостью он мог надиктовывать приходящий к нему текст.
Как правило, помогал в этом Лорберу его ближайший друг Ансельм Хюттенбреннер.
По заверениям свидетелей, сам Лорбер сидел при этом рядом с записывающим, спокойно глядя перед собою, говоря ровным голосом и никогда не переспрашивая. Всякий раз когда ему приходилось неожиданно прервать диктовку на полуфразе, он, принимаясь за работу вновь, никогда не смотрел, на чём таковая остановилась.
Лорбер не брал вознаграждения за свои труды, напечатанные ещё при жизни без упоминания имени и изданные благодаря финансовой поддержке друзей.
Только два раза за этот период времени Лорбер прерывал свой обычный образ жизни: с 1845 по 1846 годы он побывал в Верхней Каринтии у своих двух братьев, а в 1857 году гастролировал в качестве скрипача по коронным землям Австрии, однако даже тогда между концертами возвращался в Грац к своим обычным занятиям.
Лорбер считал, что отлучки подобного рода отвлекали его от его настоящего призвания, поэтому он совершенно бросил их и впредь ограничился уроками, благодаря которым получал минимальные средства для своей жизни.
Тем не менее со временем зарабатывать даже эти средства ему стало не под силу, так как он стал всё чаще болеть, и вынужден был полагаться на помощь друзей.
Зимой 1863—1864 годов Лорбер болел чаще обычного.
Однако его душевное здоровье, согласно биографу Карлу Готтфриду фон Лейтнеру, оставалось при этом нетронутым.
К весне он хотя и стал себя лучше чувствовать на короткий срок, однако 24 августа 1864 года скончался.

## Труды Я. Лорбера на русском языке
В переводе на русский язык представлены только три работы из письменного наследия Я. Лорбера, а именно «Юность Иисуса», «Три дня в храме» и «Переписка Иисуса с Абгаром». Все три перевода были сделаны Людмилой Павловной фон Оффенберг (урождённой Гудим-Левкович) в сороковых годах XX века.

### Документальный фильм о Я. Лорбере
- Jakob Lorber / Der unbekannte Prophet — Якоб Лорбер / Неизвестный пророк (русская озвучка) (нем.)
- Jakob Lorber / The Unknown Prophet — Якоб Лорбер / Неизвестный пророк (англ.)

### Другие
- Якоб Лорбер / Новоe Откровение (рус.)
- Jakob Lorbers Werke online (1) (нем.)
- Jakob Lorbers Werke online (2) (нем.)
- Jakob Lorbers Werke online (3) / über den Schreibknecht des Herrn (нем.)
- Websites mit Inhalten von und über Jakob Lorber (нем.)
- Inhaltsverzeichnisse der Werke Jakob Lorbers (нем.)
- Themenverzeichnis von A-Z zu den Werken Jakob Lorbers (нем.)
- Wortverzeichnis zu den Werken Jakob Lorbers (нем.)
- Lorber-Verlag (нем.)
- Jakob Lorber Books Online (1) (англ.)
- Jakob Lorber Books Online (2) (англ.)